# Pol Bossuyt
Pol Bossuyt (Avelgem, 22 november 1958) is een Belgische muziekpedagoog, dirigent en trompettist. Hij studeerde aan het Koninklijk Conservatorium van Gent, waar hij eerste prijzen behaalde in notenleer en transpositie, en aan de Bundesakademie für musikalische Jugendbildung Trossingen. Daarnaast behaalde hij pedagogische diploma’s via de Centrale Examencommissie.
Van 1982 tot 1987 was Bossuyt dirigent van de Koninklijke Harmonie De Verenigde Vrienden Sint-Denijs, In die periode richtte hij de Jeugdharmonie op, waarmee hij internationale concertreizen ondernam en diverse projecten realiseerde, zoals het jeugdspektakel Koning Tijd en de oprichting van de Gruezzi-kapel. Na zijn dirigentschap bleef hij actief als spelend lid.
Hij gaf les aan diverse secundaire scholen en aan de! Kunsthumaniora Antwerpen, waar hij onder meer algemene muziekleer, koor, muziekesthetica en creatief musiceren doceerde. Van 1986 tot 2022 coördineerde hij de jaarlijkse Muziekavond van het GO! Atheneum Mortsel, waarvoor hij de muziekarrangementen verzorgde. Elf edities vonden plaats in de Koningin Elisabethzaal.
Bossuyt is mede-auteur van de Opus-handboeken voor muzikale opvoeding (uitgeverij De Boeck) en publiceerde in het tijdschrift Arsis als secretaris van de Vereniging van Leraren Muzikale Opvoeding (VLMO). Hij was jarenlang examinator-coördinator voor de Vlaamse Examencommissie (3e graad KSO Muziek). Tussen 1975 en 1994 was hij organist in de Sint-Laurentiuskerk in Kooigem (Kortrijk).